# Matthew Haughey
Matthew Haughey (født 10. oktober 1972) er en amerikansk programmør, webdesigner og blogger. Han er mest kendt som grundlægger af webloggen MetaFilter.
Haughey voksede op i byen Placentia i Californien. Han er uddannet fra University of California, Riverside i miljøvidenskab.
Han designede sin første hjemmeside i 1995. Fra 1997 til 2000 var han webmaster og programmør for Social Sciences Computing på University of California, Los Angeles. I 2000 flyttede han til San Francisco Bay Area, hvor han som ansat hos Pyra Labs var med til at udvikle de første versioner af Blogger.com. I 2001 arbejde Haughey i kort tid for KnowNow og Bitzi, hvorefter han i 2002 flyttede til Portland i Oregon for at arbejde som kreativ direktør for Creative Commons. En stilling han havde indtil 2005.
I 1999 grundlagde Matthew Haughey webloggen MetaFilter, som han selv udviklede og programmerede ved hjælp af softwaren Macromedia ColdFusion og Microsoft SQL Server. I dag er Haugley kendt som en af de førende eksperter indenfor online communities.
Haughey har en personlig blog han kalder for A Whole Lotta Nothing, og en fotoblog han kalder for Ten Years of My Life hvor han dagligt uploader billeder, hvoraf mange er med ham selv. Forbes udnævnte i 2004 "Ten Years" som den 3. bedste fotoblog.